# Lucas
|  | Denne artikel omhandler personavnet Lucas, for den bibelske person Lukas, se Lukas |
Lucas er et drengenavn der kommer af græsk, og betyder lys.
10 214 danskere hedder Lucas og 6 859 Lukas.